# 定性风险分析
定性风险分析是一种用于量化与特定危害相关的风险的技术。风险评估适用于可能有多种结果且可能产生重大后果的不确定事件。风险是一个（會发生特定危害）事件的概率和事件发生后的后果的函数。概率是指危害发生的可能性。在定性评估中，概率和后果不是用数字来估计，而是用诸如高可能性、低可能性等限定词进行口头评估。一旦在分析中加入数字（通过量化危害出現的可能性或量化后果），分析就会过渡到半定量或定量的风险评估。